# Natalia Ilienko
Natalia Ilienko, née le 26 mars 1967 à Alma-Ata (RSS kazakhe), est une gymnaste artistique soviétique. 

## Palmarès

### Championnats du monde
- Moscou 1981
  -  médaille d'or au sol
  -  médaille d'or au concours par équipes

- Budapest 1983
  -  médaille d'or au concours par équipes

### Championnats d'Europe
- Madrid 1981
  -  médaille d'argent à la poutre